# Список телеканалов Disney XD
Disney XD является брендом детского телевидения, принадлежащий The Walt Disney Company. С момента своего американского дебюта 13 февраля 2009 года бренд был запущен на других рынках. Бренд ранее назывался «Toon Disney» (в США) и «Jetix» во многих регионах.

## Текущие телеканалы
| Рынок/страна производства | Тип       | Заменил     | Запущен          | Зона вещания | Оператор/лицензиат        |
| ------------------------- | --------- | ----------- | ---------------- | ------------ | ------------------------- |
| США                       | телеканал | Toon Disney | 13 февраля 2009  |              | Disney Channels Worldwide |
| Польша                    | телеканал | Jetix       | 19 сентября 2009 |              | Disney                    |

## Бывшие телеканалы
| Рынок                            | Тип                                                  | Заменил                        | Дата начала/конца вещания          | Зона вещания                                       | Оператор/лицензиат                           | Причина |
| -------------------------------- | ---------------------------------------------------- | ------------------------------ | ---------------------------------- | -------------------------------------------------- | -------------------------------------------- | --- |
| Турция                           | телеканал                                            | Jetix                          | октябрь 2009 - 2021                | N/A                                                | Disney                                       | Отдельные программы были перенесены на канал Disney после закрытия канала. |
| Латинская Америка                | телеканал                                            | Jetix                          | 3 июля 2009 - 1 апрель 2022        |                                                    | Disney                                       | Отдельные программы были перенесены на канал Disney после закрытия канала. |
| Ближний Восток и Северная Африка | телеканал                                            | н/д                            | октябрь 2009 - 2021                | N/A                                                | Disney                                       | Отдельные программы были перенесены на канал Disney после закрытия канала. |
| Сербия                           | телеканал                                            | Jetix                          | 13 октября 2009 - 2021             | N/A                                                | Disney                                       | Отдельные программы были перенесены на канал Disney после закрытия канала. |
| Канада                           | телеканал                                            | Family Extreme (запланировано) | 1 июня 2011–9 октября 2015         | Никто                                              | DHX Media                                    | Переименована в Family Chrgd после потери прав интеллектуальной собственности Disney в пользу Corus Entertainment. |
| Израиль                          | телеканал                                            | н/д                            | 1 января 2018–31 января 2018       | Никто                                              |                                              | Открыт как временный канал на месяц исключительно на Hot. |
| Нидерланды                       | круглосуточный HD телеканал/круглосуточный телеканал | н/д                            | 1 июня 2010-31 июля 2018           | Бельгия                                            | Disney Channels (Бенилюкс) B.V.              | Круглосуточный канал был доступен для бельгийских интернет-провайдеров и кабельных операторов, в то время как бесплатный эфирный канал - нет (только на спутнике с TV Vlaanderen)..                                                                                                 |
| Греция                           | телеканал                                            | Jetix                          | 2009 - январь 2019                 | Кипр                                               | Disney                                       | Отдельные программы были перенесены на канал Disney Channel после закрытия канала. |
| Австралия                        | телеканал                                            | н/д                            | 10 апреля 2014–6 января 2019       | Новая зеландия                                     | The Walt Disney Company Australia            | Отдельные программы были перенесены на канал Disney Channel после закрытия канала\. |
| Индия                            | телеканал                                            | Toon Disney/Jetix              | 14 ноября 2009—9 января 2019       | Шри-Ланка                                          | The Walt Disney Company India                | Его заменил телеканал Marvel HQ, который начал выходить в эфир 20 января 2019 года и продолжает транслировать избранные шоу Disney XD. |
| Италия                           | телеканал                                            | Jetix                          | сентябрь 2009 – 1 октября 2019     | Швейцария                                          | The Walt Disney Company Italia SPA           | Сделка итальянской компании Walt Disney со Sky Italia не была продлена, что привело к закрытию канала вместе с другими сетями Disney и Fox/ |
| Испания                          | телеканал                                            | Jetix                          | 18 сентября 2009 – 1 апреля 2020   | Андорра                                            | The Walt Disney Company Spain & Portugal     | Отдельные программы были перенесены на Disney Channel и Disney+ после закрытия канала. |
| Германия                         | телеканал                                            | Jetix                          | 18 октября 2009 – 1 апреля 2020    | Австрия Швейцария                                  | The Walt Disney Company Germany              | Отдельные программы были перенесены на Disney Channel и Disney+ после закрытия канала. |
| Великобритания                   | +1 телеканал                                         | Jetix +1                       | 31 августа 2009 – 30 апреля 2020   | Ирландия                                           | The Walt Disney Company Limited              | Закрыт вместе с некоторыми каналами Disney в Европе и Австралии из-за перемещения популяризации контента на Disney+. Слот Sky EPG отдан BabyTV и заменяет его. |
| Франция                          | телеканал                                            | Jetix                          | 1 апреля 2009 – 1 мая 2020         | Бельгия Швейцария Африка                           | The Walt Disney Company France               | Отдельные программы были перенесены на Disney Channel и Disney+ после закрытия канала. Канал закрылся 1 апреля в Бельгии и Швейцарии, но был перенесен вместе с запуском Disney + во Франции на 7 апреля. Канал окончательно закрылся в заморской Франции и Африке 1 мая 2020 года. |
| Сингапур                         | телеканал                                            | н/д                            | 16 марта 2013 – 31 мая 2020        | Никто                                              | The Walt Disney Company (Юго-Восточная Азия) | Disney потребовала закрытия первых трех каналов. Его заменили на Disney+ 23 февраля 2021 года. |
| Южная Африка                     | телеканал                                            | н/д                            | 12 мая 2011 – 30 сентября 2020     | Никто                                              | The Walt Disney Company Africa               | Отдельные программы были перенесены на канал Disney Channel после закрытия канала. |
| Великобритания                   | телеканал                                            | Jetix                          | 31 августа 2009 – 1 октября 2020   | Эстония, Литва, Мальта, Латвия, Ирландия, Исландия | Disney Co. Ltd. (UK/Europe)                  | Sky и Virgin Media отказались подписать новое соглашение о сохранении работы сетей под брендом Disney после успешного запуска Disney+ в стране. Выбранная программа перенесена в сервис после закрытия канала.                                                                      |
| Великобритания                   | телеканал HD                                         | н/д                            | 18 октября 2010 – 1 октября 2020   | Эстония, Литва, Мальта, Латвия, Ирландия           | Disney Co. Ltd. (UK/Europe)                  | Sky и Virgin Media отказались подписать новое соглашение о сохранении работы сетей под брендом Disney после успешного запуска Disney+ в стране. Выбранная программа перенесена в сервис после закрытия канала.                                                                      |
| Дания                            | телеканал                                            | Jetix Toon Disney              | 12 мая 2009 – 30 декабря 2020      | Никто                                              | The Walt Disney Company                      | Отдельные программы были перенесены на Disney Channel и Disney+ после закрытия канала. |
| Финляндия                        | телеканал                                            | Toon Disney                    | 12 мая 2009 - 30 декабря 2020      | Никто                                              | The Walt Disney Company                      | Отдельные программы были перенесены на Disney Channel и Disney+ после закрытия канала. |
| Норвегия                         | телеканал                                            | Jetix Toon Disney              | 12 мая 2009 – 30 декабря 2020      | Никто                                              | The Walt Disney Company                      | Selected programming moved to Disney Channel and Disney+ following the channel's closure. |
| Швеция                           | телеканал                                            | Jetix Toon Disney              | 12 мая 2009 – 30 декабря 2020      | Никто                                              | The Walt Disney Company                      | Отдельные программы были перенесены на Disney Channel и Disney+ после закрытия канала. |
| Малайзия                         | телеканал                                            | н/д                            | 19 сентября 2013 - 31 декабря 2020 | Никто                                              | The Walt Disney Company (Юго-Восточная Азия) | Disney потребовала закрытия первых трех каналов. Его заменят на Disney+ в 2021 или 2022 году. |
| Индонезия                        | телеканал                                            | н/д                            | 19 октября 2013 - 31 декабря 2020  | Никто                                              | The Walt Disney Company (Юго-Восточная Азия) | В связи с запуском Disney+ Hotstar. |
| Филиппины                        | телеканал                                            | н/д                            | 31 мая 2014 - 31 декабря 2020      | Никто                                              | The Walt Disney Company (Юго-Восточная Азия) | Выбранные программы будут перенесены в сервис и канал Disney Channel после закрытия канала. |
| Гонконг и Тайвань                | телеканал                                            | Unknown - 31 декабря 2020      | Никто                              | The Walt Disney Company (Юго-Восточная Азия)       |                                              | |
| Таиланд                          | телеканал                                            | н/д                            | 19 октября 2013 - 31 декабря 2020  | Никто                                              | The Walt Disney Company (Юго-Восточная Азия) | Выбранные программы будут перенесены в сервис и канал Disney Channel после закрытия канала. |
| Япония                           | телеканал                                            | Toon Disney                    | 1 августа 2009 - 31 января 2021    | Никто                                              | The Walt Disney Company (Япония), Ltd.       | Отдельные программы были перенесены на Disney Channel и Disney+ после закрытия канала. |
| Нидерланды                       | телеканал                                            | Jetix                          | 1 января 2010 - 1 мая 2025         | Никто                                              | Disney Channels (Бенилюкс) B.V.              | Заменён на Disney Jr. |
| Канада (перезапуск)              | телеканал                                            | н/д                            | 1 декабрь 2015 - 1 сентября 2025   | Никто                                              | Corus Entertainment                          | Закроется наряду с Disney Jr., ABC Spark, La Chaîne Disney и Nickelodeon из-за финансового давления со стороны Corus Entertainment. |